# メキシコ銀行
メキシコ銀行（メキシコぎんこう、西語：Banco de México、英語：Bank of Mexico）はメキシコの中央銀行で最後の貸し手である。「メキシコ中央銀行」とも。同銀行はその機能を自主的に行使し、その目的は国家の通貨の購買力の安定性を達成することである。
2009年12月15日、アグスティン・カルステンスが、メキシコ上院の賛成81、反対19の議決で、中央銀行総裁に承認され、2010年1月1日に就任した。

## 歴史
- 1925年9月1日　創設
- 1931年　通貨法(Monetary Law)制定
- 1935年　銀の危機(Silver crisis)により銀価格が高騰